# Stenolophus balli
Stenolophus balli es una especie de escarabajo de tierra del género Stenolophus, tribu Harpalini, subfamilia Harpalinae. Fue descrita científicamente por Basilewsky en 1947.
La especie se mantiene activa durante los meses de junio, septiembre, noviembre y diciembre.

## Distribución
Se distribuye por Camerún.